# Powracająca Judyta
Powracająca Judyta – obraz włoskiego malarza szkoły florenckiej Sandra Botticellego, namalowany w 1470 roku.
Obraz przedstawia Judytę powracającą z obozu wroga. Według Księgi Judyty postać ta, udając zdradę, udała się do obozu swojego wroga, wodza Holofernesa, którego wojska oblegały miasto Galilei Betulię. Judyta rozkochała wodza i podczas uczty, korzystając z upojenia mężczyzny ucięła mu głowę mieczem.
Judyta ubrana jest w zwiewne szaty. W jednej ręce trzyma miecz w drugiej gałązkę oliwną symbolizującą niesiony pokój dla swojego ludu. Obok niej kroczy służąca niosąc na głowie kosz z uciętą głową Holofernesa. Po prawej stronie Botticelli umieścił drzewo jałowca, który symbolizował zachowaną cnotę Judyty.